# Faustball
Faustball či Fistball je neolympijský sport podobný volejbalu, který pochází z Evropy. V překladu znamená jeho název míč odbíjený pěstí.
Mezinárodní fistbalová asociace (IFA), anglicky International Fistball Association byla založena v roce 1960. Je členem mezinárodních sportovních asociací SportAccord a IWGA, sídlí ve Frankfurtu nad Mohanem a sdružuje 29 členských asociací.
Česká faustballová asociace (CfA), je členem IFA, spolupracuje s Českým olympijským výborem (ČOV) a je nástupcem Svazu faustballu v ČR, prezidentem je Jan Mazal.

## Závody
- IFA Mistrovství světa ve Faustballu 2015 v Argentině
- Faustball na Světových hrách 2017 ve Vratislavi[2]